# Сьлемень
Сьлемень (пол. Ślemień) — село в Польщі, у гміні Шлемень Живецького повіту Сілезького воєводства.
Населення — 2008 осіб (2011).
У 1975-1998 роках село належало до Бельського воєводства.

## Демографія
Демографічна структура станом на 31 березня 2011 року:
|          | Загалом | Допрацездатний вік | Працездатний вік | Постпрацездатний вік |
| -------- | ------- | ------------------ | ---------------- | -------------------- |
| Чоловіки | 991     | 186                | 710              | 95                   |
| Жінки    | 1017    | 224                | 578              | 215                  |
| Разом    | 2008    | 410                | 1288             | 310                  |